# ستيف غريفز (لاعب كرة قدم)
ستيف غريفز (بالإنجليزية: Steve Greaves)‏ هو لاعب كرة قدم بريطاني، ولد في 17 يناير 1970 في تشيلسي في المملكة المتحدة. لعب مع برايتون أند هوف ألبيون.